# Szilvia Szabó
Szilvia Szabó (Budapeste, 24 de outubro de 1978) é uma ex-canoísta de velocidade húngara na modalidade de canoagem.

## Carreira
Foi vencedora das medalhas de Prata em K-4 500 m em Sydney 2000 e em Atenas 2004.
Foi vencedora da medalha de Prata em K-2 500 m em Sydney 2000.